# Клонирането на Адам
„Клонирането на Адам“ (на английски: Splitting Adam) е американско-канадска екшън комедия, която е излъчена премиерно на 16 февруари 2015 г. Режисьор е Скот Макабой, сценарият е на Джон Дийвър и Уилям Уолкър, и е продуциран от Ейми Сидорик. Във филма участват Джейс Норман, Изабела Монер, Джак Грифо, Сет Айзък Джонсън, Амар Утън и Тони Кавалеро.

## Актьорски състав
- Джейс Норман – Адам Бейкър
- Изабела Монер – Лори Колинс
- Джак Грифо – Ванс Хансъм
- Амар Утън – Шелдън
- Сет Айзък Джонсън – Дани
- Тейт Чапман – Гилиън Бейкър
- Тони Кавалеро – Чичо Мич/Вълшебният Мич
- Карълайн Кейв – г-жа Бейкър
- Кърт Евънс – г-н Бейкър
- Джейсън Шомбинг – г-н Галате
- Крис Готие – Ед Матис
- Ръсел Робъртс – Професор Лойд
- Карди Уонг – Доставчик на пица

## Производство
Филмът е заснет на място в езерото Кълтъс, Калифорния, включително водния парк на Кълтъс. Снимките се провеждат на 2 юни до 6 юни 2014 г.

## В България
В България филмът е излъчен по локалната версия на „Никелодеон“ на 23 август 2015 г. в неделя от 17:45.
В края на 2022 г. става достъпен в стрийминг платформата SkyShowtime.
| Роля              | Изпълнител        |
| ----------------- | ----------------- |
| Адам Бейкър       | Владимир Зомбори  |
| Лори Колинс       | Боряна Йорданова  |
| Ванс Хансъм       | Георги Николов    |
| Шелдън            | Иван Велчев       |
| Дани              | Михаил Сървански  |
| Гилиън Бейкър     | Ралица Стоянова   |
| Чичо Мич          | Мирослав Цветанов |
| Г-н Бейкър        | Николай Пърлев    |
| Охранител на мол  | Николай Пърлев    |
| Г-жа Бейкър       | Василка Сугарева  |
| Учителка по балет | Василка Сугарева  |
| Ед Матис          | Стефан Младенов   |
| Професор Лойд     | Стефан Младенов   |
| Доставчик на пица | Анатолий Божинов  |
| Момиче от басейна | Деа Майсторска    |

| Обработка              | Александра Аудио |
| ---------------------- | ---------------- |
| Изпълнителен продуцент | Васил Новаков    |